# M120 박격포

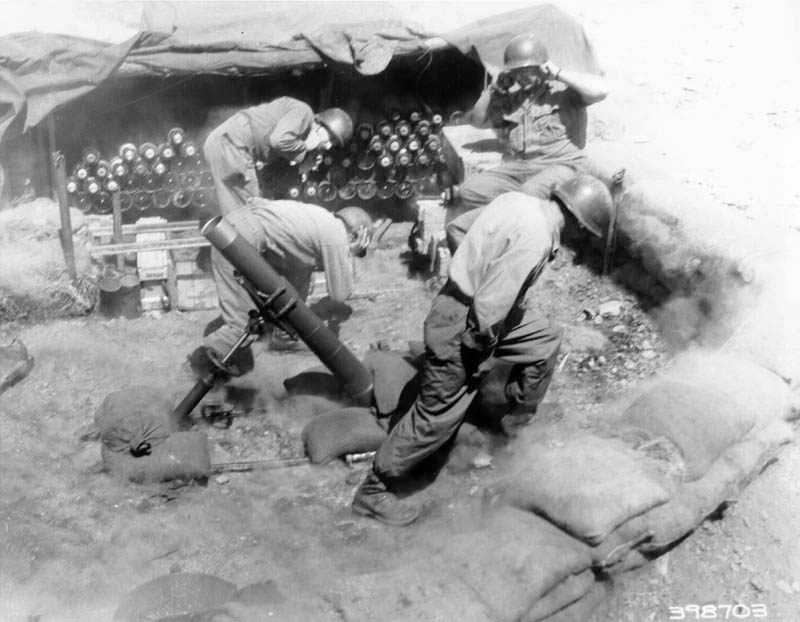
1952년 한국 전쟁에서 M2 4.2 인치 박격포를 발사중인 미군

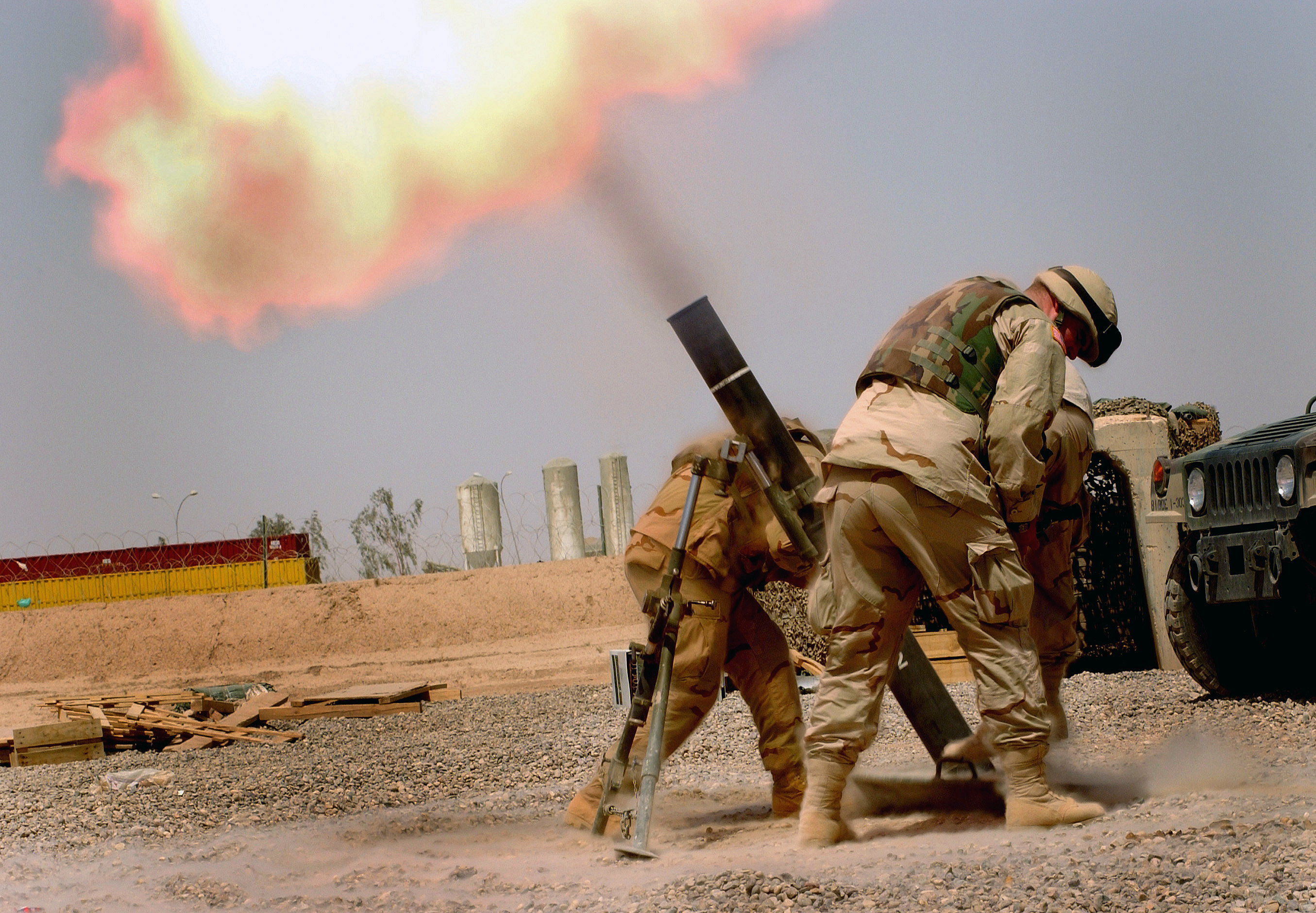
2004년 이라크 전쟁에서 120 mm M120 박격포를 발사중인 미군

M120 박격포(Soltam K6)는 미국 육군이 사용하는 120 mm 박격포를 말한다. 이스라엘 솔탐 시스템스 제품이다.

## 역사
120 mm 솔탐 K6 박격포는 기존의 120 mm 솔탐 K5 박격포 보다 사거리를 늘렸다. 예전의 4.2 인치(107 mm) M30 박격포를 대체했다. M30 박격포 보다 가벼우며, 유효사거리가 더 길고, 분당 발사수가 더 높다. M30 박격포는 분당 3발을 발사했다.
4.2 인치(107 mm) M30 박격포는 차량으로 운반하는 대형 연대급 화기로서, 연대 예하의 전투지원중대에 소대 단위로 편제되어 보병연대의 각 대대를 지원한다.
M120 박격포탄은 무게 14 kg, 폭발반경 69 m이다. 유효사거리는 7,240 m이다. 분당 최대 16발, 지속발사시 4발을 발사할 수 있다.

## 비교
M2 4.2인치 박격포는 한국 전쟁 당시 미군이 사용하던 박격포이다. 한국 전쟁 때는 보병 휴대용 60 mm M2 박격포도 주력 박격포로 사용했기 때문에, 명칭을 혼동할 수 있다. 2016년 현재 미군은 4.2 인치 박격포를 퇴역시키고, 이스라엘산 120 mm M120 박격포를 사용한다.
- M2 4.2인치 박격포, 구경 4.2인치(107 mm), 무게 151 kg, 유효사거리 515 m
- M30 박격포, 구경 4.2인치(107 mm), 무게 305 kg, 유효사거리 6,840 m
- M120 박격포, 구경 120 mm, 무게 144.7 kg, 유효사거리 7,240 m

## 대한민국
1950년대 한국 전쟁을 계기로, 107 mm M2 4.2인치 박격포를 보유했다. 1970년대 베트남 전쟁 파병을 계기로, 4.2인치(107 mm) M30 박격포를 보유한 후 이를 국내에서 모방, 개발한 4.2인치(107 mm) KM30 박격포가 야전에 배치됐다.

## 사용국가

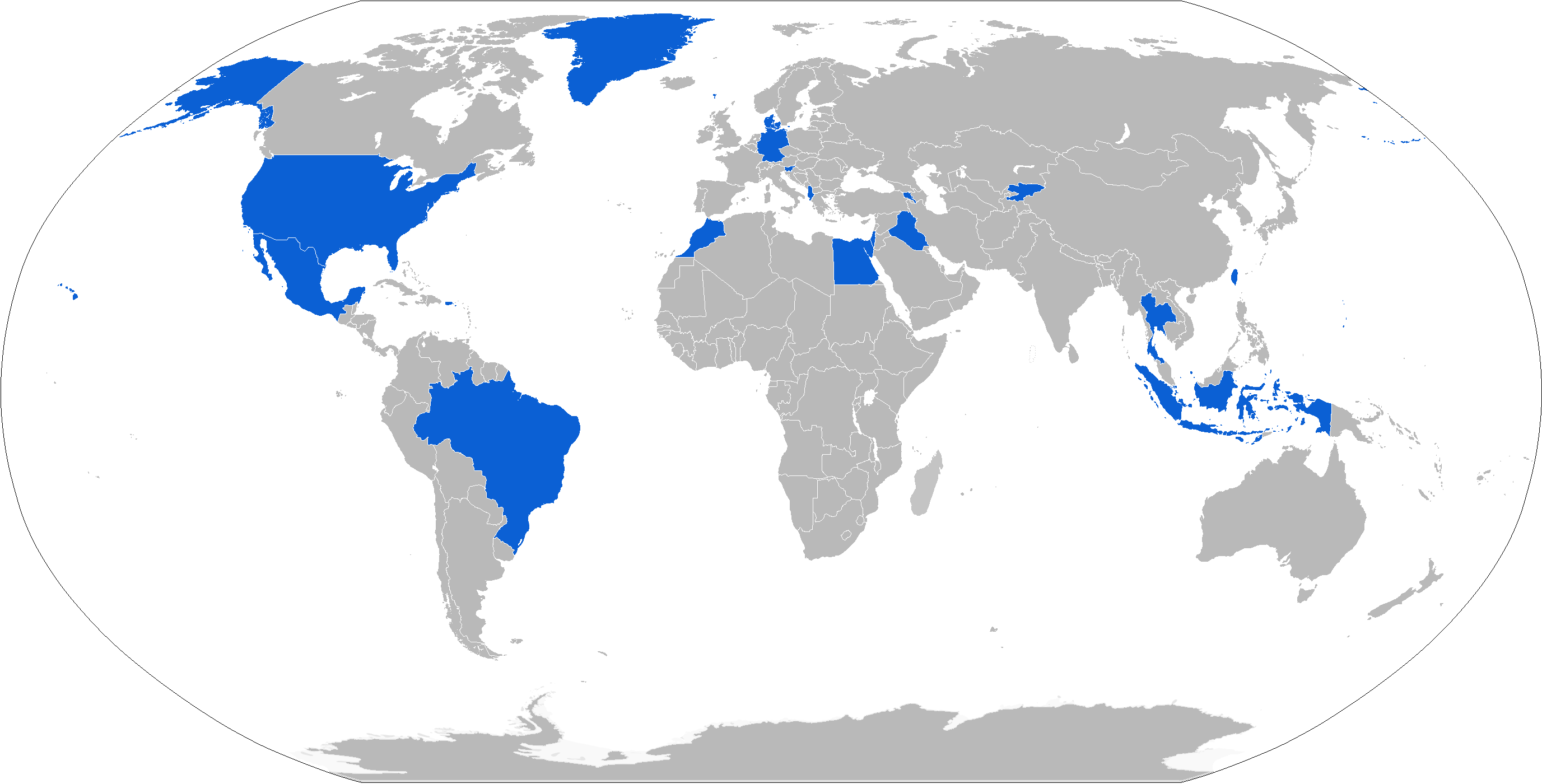
이스라엘제 솔탐 K6 박격포 사용국가

- 알바니아
- 아제르바이잔 - 200대
- 브라질 - 브라질 해병대
- 덴마크
- 이집트
- 독일
- 인도네시아
- 이라크 - 565대
- 이스라엘
- 키르기스스탄
- 멕시코
- 모로코
- 대만
- 슬로베니아
- 태국
- 미국

## 같이 보기
- M224 박격포 - 미군의 주력 60 mm 박격포